# Bud Collins

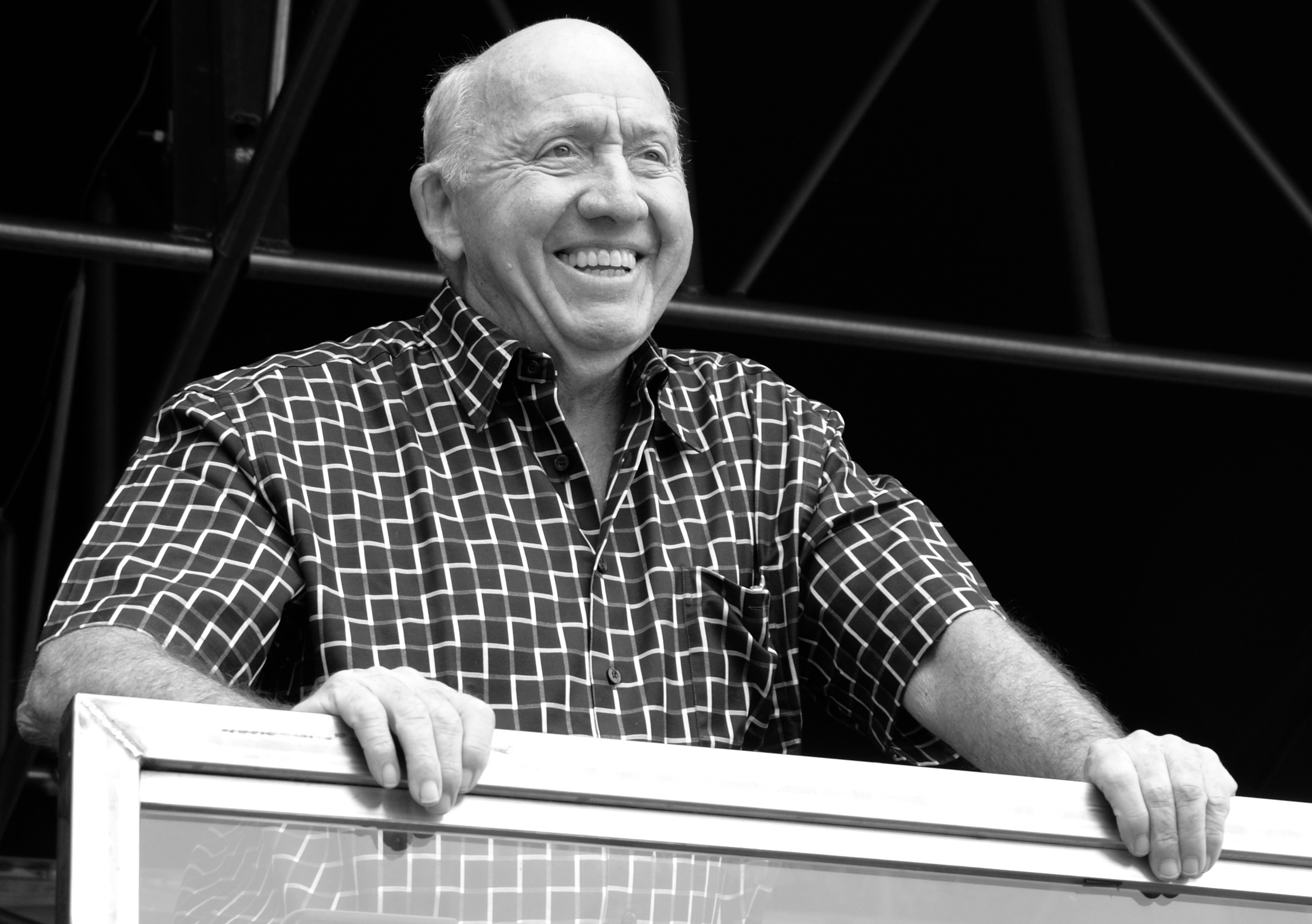
Bud Collins bei den US Open 2009

Arthur Worth „Bud“ Collins, Jr. (* 17. Juni 1929 in Lima, Ohio, Vereinigte Staaten; † 4. März 2016 in Brookline, Massachusetts) war ein US-amerikanischer Journalist und TV-Tenniskommentator.

## Biographie

### Ausbildung
Nach seinem Abschluss an der Berea High School 1947 studierte Collins am Baldwin-Wallace College – ebenfalls in Berea (Ohio) – und nach seinem Dienst in der US Army an der Boston University. Von 1959 bis 1963 arbeitete er als Tenniscoach an der Brandeis University in Waltham (Massachusetts).

### Karriere als Journalist
Bud Collins begann als Sportjournalist für den Boston Herald zu schreiben. Zu diesem Zeitpunkt war er noch Student an der Boston University. 1963 wechselte er zum Boston Globe und begann die Tenniskommentation für das Bostoner Public Broadcasting Service WGBH-TV. In den Jahren 1968 bis 1972 arbeitete er für CBS Sports während der US Open und ab 1972 für NBC Sports während der Wimbledon Championships.
Während seiner Jahre beim Boston Globe war er auch Kolumnist für Politik. 1967 kandidierte er für das Amt des Bürgermeisters von Boston.
Nach 35 Jahren bei NBC wollte der Sender den Vertrag mit Bud Collins nicht mehr verlängern. Der Amerikaner weigerte sich, in Pension zu gehen und unterschrieb im August 2007 bei ESPN2.

### Sonstige Aktivitäten
Collins verfasste mehrere Bücher über den Tennissport. Unter anderem mit Rod Laver The Education of a Tennis Player (1971), mit Evonne Goolagong Evonne! On the Move (1974) und seine Memoiren My Life With the Pros (1989). Er produzierte einige Tennisenzyklopädien wie The Modern Encyclopedia of Tennis, die Bud Collins Tennis Encyclopedia und Total Tennis. Im Jahr 1994 erfolgte wegen seiner Verdienste um den Tennissport die Aufnahme in die International Tennis Hall of Fame.